# Bald and Bankrupt
Bald and Bankrupt ist der Name des YouTube-Kanals des britischen Vloggers und Autors Benjamin Rich-Swift (* 1. Juli 1974 in Brighton, England). Auf diesem veröffentlicht er seit dem 12. Juni 2018 Videos zu seinen Reisen durch die postsowjetischen Staaten, Indien und weitere touristisch wenig erschlossene Regionen. Im August 2024 hatte sein Kanal mehr als vier Millionen Abonnenten und über 662 Millionen Gesamtaufrufe.

## Leben
Rich-Swift verbrachte seine Schulzeit an einem Internat und zog ab 1993 als Backpacker durch Russland, Belarus und Kirgisistan. Während des erfolglosen Augustputsches und der anschließenden Verfassungskrise hielt er sich eigenen Aussagen nach zwei Monate in Moskau auf. Sein Faible für die ehemalige Sowjetunion und insbesondere Belarus stammt aus seiner Jugendzeit und entwickelte sich in Folge seines Interesses an der belarussischen Kunstturnerin Swjatlana Bahinskaja und der Möglichkeit, diese bis dahin für ihn verschlossene Welt infolge von Glasnost und Perestroika bereisen zu können.
Nach einem Kurzaufenthalt in Delhi im März 1993 entschied sich Rich-Swift für vier Jahre in Indien zu bleiben und betrieb bis 1997 in Amritsar ein eigenes Hostel. Nach seiner Rückkehr nach England eröffnete er in Worthing eigenen Angaben nach einen Buchladen, musste im Januar 2017 jedoch Privatinsolvenz anmelden. Der Name seines bald darauf gegründeten YouTube-Kanals bezieht sich auf seine damalige Lebenssituation.

Am 12. April 2018 veröffentlichte er unter dem Pseudonym Arthur Chichester das Buch The Burning Edge: Travels Through Irradiated Belarus über seine Reisen durch die in Folge der Katastrophe in Tschernobyl radioaktiv belasteten Gebiete von Belarus; das Buch wurde im März 2020 neu aufgelegt.
Seit dem 12. Juni 2018 betreibt er auf YouTube den Kanal Bald and Bankrupt, auf dem er Videobeiträge in unterschiedlicher Länge zu Indien, den postsowjetischen Staaten und anderen touristisch wenig erschlossenen Ländern veröffentlicht. Wiederkehrende Begleiter auf seinen Reisen sind unter anderem die ebenfalls auf YouTube oder Instagram aktiven Alina Adzika, Harold Boulder, Johnny F. D., Niall Doherty und Simon Wilson. Die Besonderheit von Rich-Swifts Videobeiträgen liegt in der ungeschönten Darstellung der von ihm bereisten Regionen und seinem Interesse am Alltag der einfachen Landbevölkerung. Mit einem simplen Action-Camcorder aufgenommen und kaum nachbearbeitet, führt er zudem mit Hilfe seiner Hindi- und Russisch-Sprachkenntnisse oft längere Konversationen mit Einheimischen, was zum Erfolg des Kanals maßgeblich beigetragen hat. Am 29. Januar 2021 eröffnete Rich-Swift einen zweiten Kanal auf YouTube mit dem Namen Daily Bald. Auf diesem veröffentlichte er zeitweise kürzere Videos.
Am 27. Januar 2020 startete Rich-Swift seinen eigenen Blog Lost Gopnik, den er wöchentlich aktualisiert. Seinen Kanal auf YouTube setzte er ab dem 21. Mai 2020 überraschend aus, nachdem er während eines Aufenthaltes in Serbien schwer an COVID-19 erkrankt war und mit den Symptomen einer Lungenentzündung zu kämpfen hatte. Es folgten anschließend sporadische Meldungen über Instagram. Seit August 2020 veröffentlicht er nach erfolgreicher Genesung wieder Videobeiträge über YouTube, wie zum Beispiel aus Albanien, Estland oder der Ukraine. Im Januar 2022 besuchte er zudem erstmals Deutschland und veröffentlichte in der Folge Aufnahmen aus Colditz und Berlin. Nur einen Monat später wurde Rich-Swift Zeuge des russischen Überfalls auf die Ukraine, da er sich während des Angriffs in Kiew aufhielt. Aufnahmen von Rich-Swift während der Flucht nach Ungarn erlangte internationale Bekanntheit.
Im Mai 2022 kursierten internationale Pressemeldungen, er und eine Begleiterin seien aufgrund „illegaler Aktivitäten“ im Kosmodrom Baikonur verhaftet worden. Rich-Swift stellte daraufhin klar, dass es sich dabei nicht um eine Verhaftung, sondern lediglich um eine Verwaltungsstrafe in Höhe von umgerechnet 60 britischen Pfund gehandelt habe, da seine Begleiterin und er keine Besuchsgenehmigung beantragt hätten.
Im September 2022 lud Rich-Swift sein letztes Video aus Russland hoch. Er gab auch bekannt, dass dies sein letztes Video aus den postsowjetischen Staaten sei, nachdem er von russischen Behörden zur Ausreise verpflichtet wurde. Daraufhin verlagerte Rich-Swift den Schwerpunkt seines Kanals auf Aufnahmen aus asiatischen und lateinamerikanischen Ländern.
Rich-Swift war mit einer Belarussin verheiratet. Er lebt in Prag.

## Rezeption und Kontroversen
Rich-Swifts Kanal wurde in verschiedenen nationalen und regionalen Medien reflektiert, insbesondere in Lokalmedien jener Städte und Regionen, die er bislang besucht hat. Für Aufsehen und Kontroversen sorgten unter anderem Videobeiträge über die von slowakischen Roma bewohnte sowie umstrittene Siedlung Luník IX, ein Flüchtlingslager in Delhi oder das von einem Drogenkartell kontrollierte Dorf Patamanta im Hochland Boliviens.
Die weit verbreitete Hindustan Times berichtete über Videobeiträge Rich-Swifts und anderer Vlogger zur Aufdeckung von Betrug an Touristen am Flughafen Delhis. Das unabhängige indische Nachrichtenportal The New Leam lobte wiederum Rich-Swifts Berichterstattung über die Zustände in den Flüchtlingslagern für aus Pakistan geflohene Hindus im Norden Delhis als „reale und authentische Einführung in die Welt von Indien, wo die Menschen ihre Lunchboxen noch immer für Fremde öffnen, wo Tee der Beginn lebenslanger Freundschaften ist, wo Vertrauen mehr bedeutet als Geld“. Mit Hilfe seiner Unterstützer und dem Verkauf von Fanartikeln sammelte Rich-Swift nach eigenen Angaben 300.000 Rupien (umgerechnet etwa 3.400 Euro) und übergab diese dem Gemeinschaftsvorsteher des Flüchtlingslagers, um so den Grundstein für eine Anbindung an das städtische Wassernetz zu legen. Mit ähnlichen Maßnahmen unterstützte er auch bedürftige Personen in Belarus.
Zahlreiche russische Journalisten und Vlogger goutierten die Unvoreingenommenheit Rich-Swifts mit Lob. Besonders seine Methodik, Reiseziele abseits von touristischen Hotspots auszuwählen und sein Kommunikationstalent gegenüber der lokalen Bevölkerung, eröffne selbst Einheimischen der von ihm bereisten Regionen ein neues Bild auf ihre Heimat.

## Veröffentlichungen
- The Burning Edge: Travels Through Irradiated Belarus unter dem Pseudonym Arthur Chichester, ADP 2018, ISBN 978-1-9807-8751-8 (englisch, Neuauflage 2020)